# Николаевский цепной мост
Никола́евский цепно́й мост (укр. Микола́ївський ланцюго́вий міст) — первый постоянный мост через Днепр в Киеве. Существовал с 1853 по 1920 год напротив Аскольдовой могилы, в районе впадения Чертороя в Днепр. Длина 776 метров, ширина 16 метров. Автор проекта — англо-ирландский инженер Чарлз Виньоль. Мост был уничтожен в 1920 году отступавшими польскими войсками.

## История
Шестипролётный цепной мост из железных конструкций, изготовленных в Великобритании, был заложен на месте старинной переправы 30 августа (11 сентября) 1848 года после утверждёния проекта императором Николаем I, в честь которого впоследствии мост получил своё название.
Серебряная модель моста была выставлена в Лондоне в Хрустальном дворце на Всемирной выставке 1851 года. Все железные части моста были изготовлены в Бирмингеме, через Ливерпуль доставлены 16 кораблями в Одессу, оттуда на волах привезены в Киев.
Николаевский мост был освящён 28 сентября (10 октября) 1853 года в один день с освящением памятника князю Владимиру.  По своей длине превзошёл сооружённый за несколько лет до него Цепной мост Сеченьи в Будапеште и стал одним из самых больших в Европе того времени.
О торжествах, которыми ознаменовалось открытие моста, рассказывает Н. Лесков в повести «Печерские антики». С одним из эпизодов строительства моста связана история, которую Лесков положил в основу известного рассказа «Запечатлённый ангел»:

Такого происшествия, какое передано в рассказе, в Киеве никогда не происходило, то есть никакой иконы старовер не крал и по цепям через Днепр не переносил. А было действительно только следующее: однажды, когда цепи были уже натянуты, один калужский каменщик, по уполномочию от товарищей, сходил во время пасхальной заутрени с киевского берега на черниговский по цепям, но не за иконою, а за водкою, которая на той стороне Днепра продавалась тогда много дешевле.— Н. С. Лесков
На пяти облицованных гранитом опорах-«быках» были сооружены порталы в виде полукруглых арок с башнями в стиле английской готики. На опоры поместили специальные короба, через которые провели цепи из железных звеньев. Мостовое полотно состояло из решётчатых балок, которые крепились к цепям с помощью железных прутьев. Проезжая часть — деревянная. Фундаментом промежуточных опор служил бетонный массив, заложенный прямо на грунте в огороженной перемычками впадине.
Для пропуска судов мост имел разводную секцию у правого берега, которая приводилась в движение поворотным кругом с помощью всего четырёх человек. Она действовала не в течение всей навигации. Тогдашние судна нормально проходили под Цепным мостом, и только весной, когда уровень воды существенно поднимался, приходилось прибегать к проходу под разводной секцией.

### Мост на рубеже XIX и XX вв.
К концу XIX века в результате обмеления Днепра в районе разводной секции, а также малой её ширины (всего 50 футов), ставшей к тому времени препятствием развитию речного судоходства, было принято решение о реконструкции моста. Среди прочих рассматривался проект Н. А. Белелюбского по реконструкции поворотной  секции. В результате проведённого конкурса в 1897 году был принят проект киевского инженера Аполлона Лосского.
В июне — октябре 1898 года была проведена реконструкция моста. Разводную секцию заменили стационарной, нарастили высоту арки центральной опоры, полотно моста подняли к центру на 11 футов (3,4 м), а фарватер реки углубили. На время закрытия движения по мосту переправа осуществлялась с помощью двух паромов. В начале XX века в качестве продолжения Николаевского цепного моста были сооружены Русановские мосты через левобережную пойму и пролив. В конце декабря 1911 года по Цепному мосту открыли движение бензотрамвая.

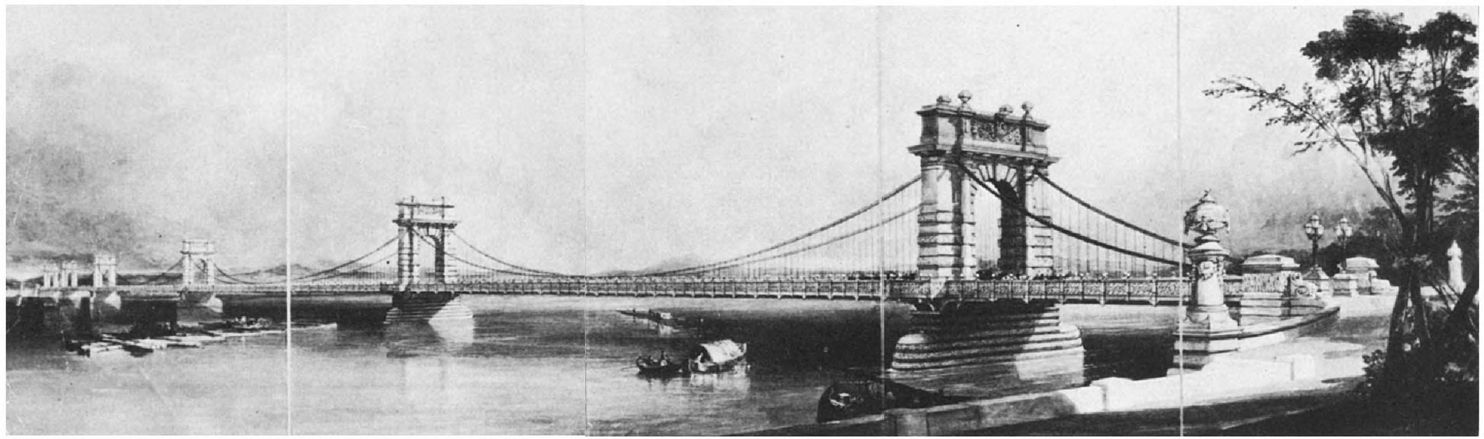
Эскиз моста, 1847 год
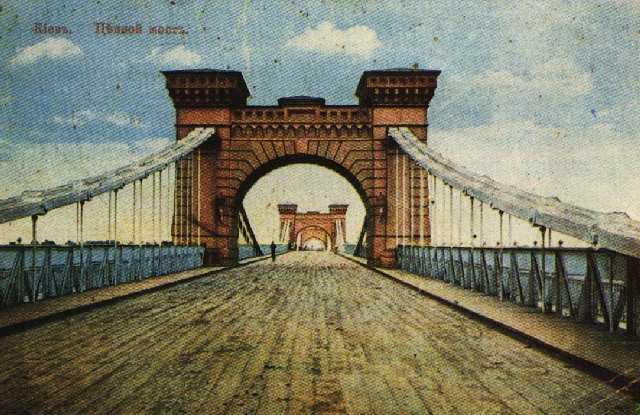
Цепной мост в Киеве, до 1898 года, почтовая открытка
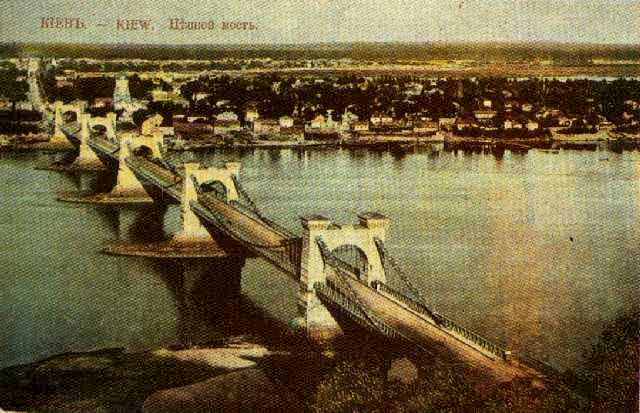
Цепной мост в Киеве, до 1898 года, почтовая открытка
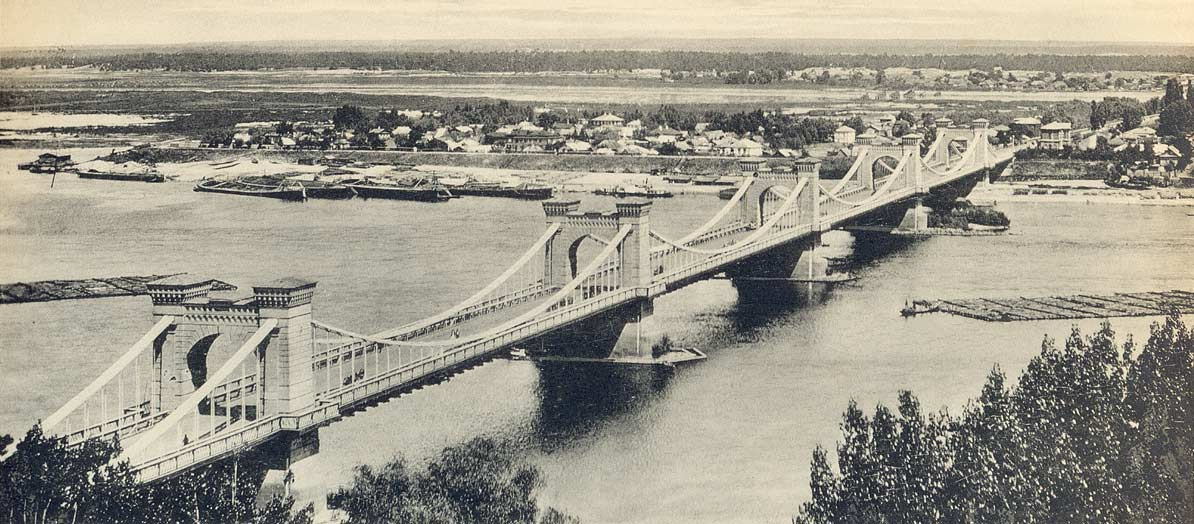
Цепной мост в Киеве, до 1898 года, почтовая открытка
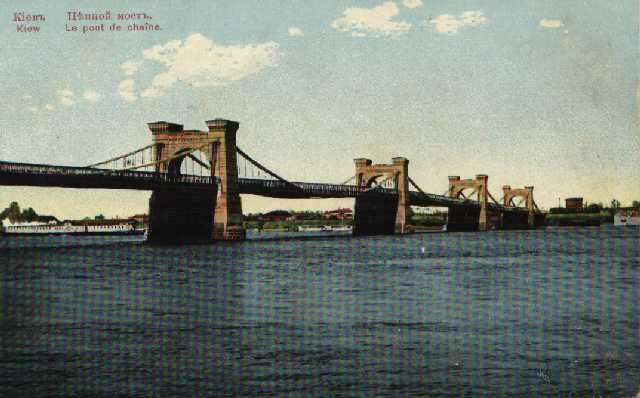
Цепной мост в Киеве, между 1898 и 1917 годами, почтовая открытка
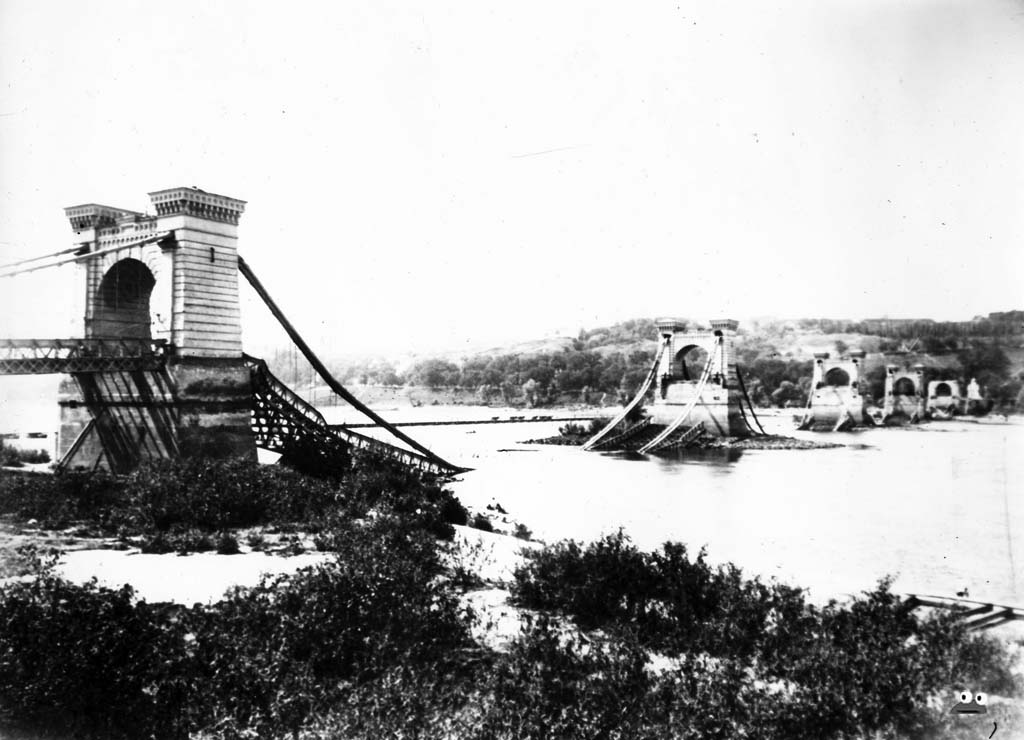
Разрушенный поляками Цепной мост в Киеве, первая половина 1920-х годов

### Разрушение и новый мост
На исходе сражений за Киев 9 июня 1920 года первый от правого берега пролёт моста был взорван по приказу генерала Э. Рыдз-Смиглы отступавшими польскими войсками. Разрыв цепей в месте взрыва повлёк за собой разрушение всего моста. В течение нескольких лет после этого сообщение с левым берегом шло через временный деревянный мост. В 1921 году остатки цепей моста были взорваны, чтобы не мешать навигации.
В 1925—1941 гг. на месте цепного моста существовал другой мост балочной конструкции, спроектированный Е. О. Патоном. Он был построен на сохранившихся, но перестроенных для увеличения высоты, опорах Цепного моста и даже с использованием сохранившихся цепей старого моста. Получил название в честь советской партийной деятельницы Евгении Бош.
Переправа была окончательно разрушена 19 сентября 1941 года, когда мост взорвали отступающие солдаты Красной армии. После Великой Отечественной войны не восстанавливался. Опоры моста сохранялись до середины 1960-х гг., некоторое время они использовались для линии электропередач и были взорваны после сооружения моста Метро, который построили несколько севернее. Весной 2010 года, вследствие временного понижения уровня воды, можно было видеть остатки трёх опор Цепного моста.

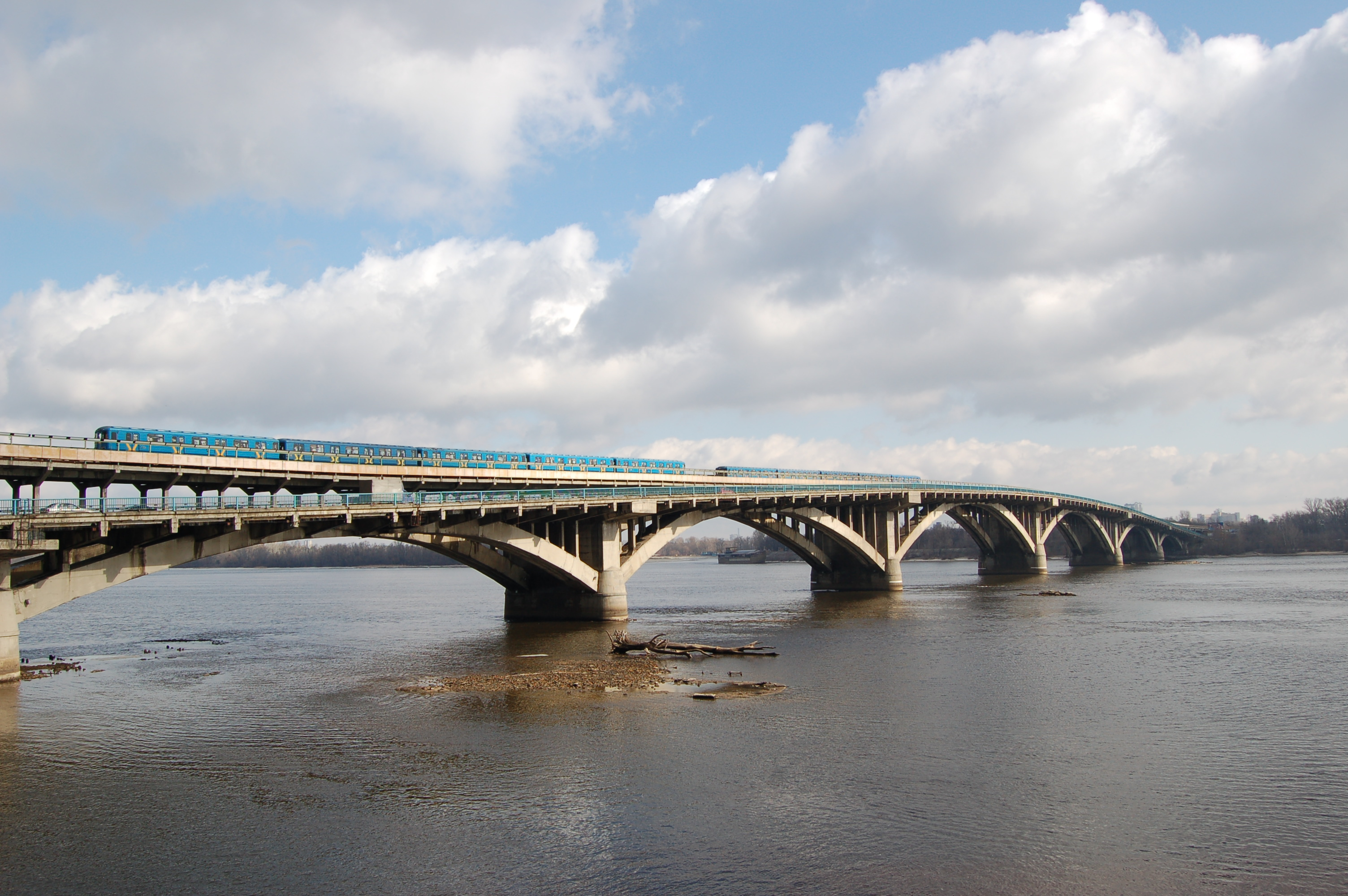
Остатки опор Цепного моста около моста Метро в Киеве, март 2010 года
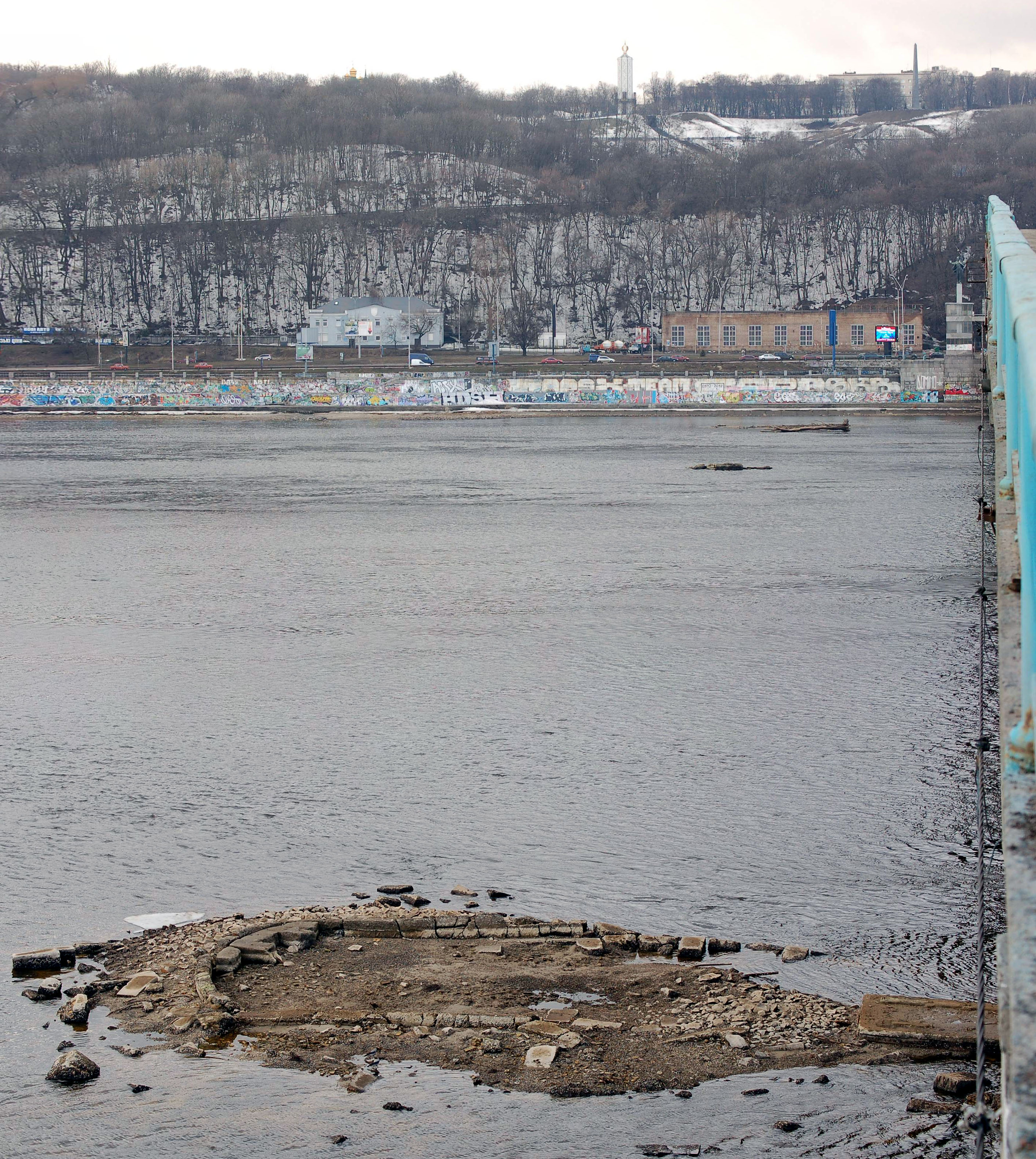
Остатки опор Цепного моста около моста Метро в Киеве, март 2010 года
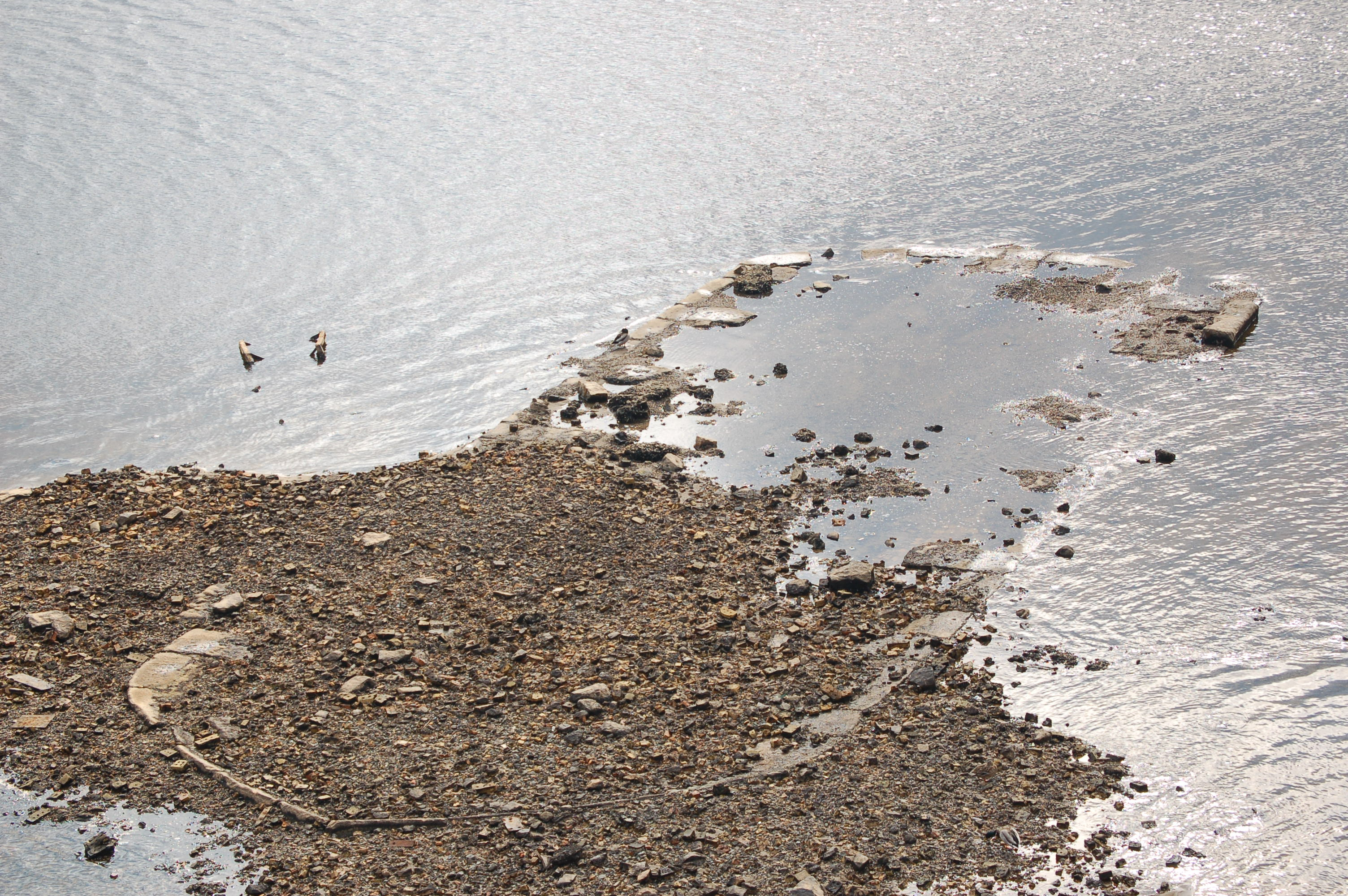
Остатки первой опоры Цепного моста около моста Метро в Киеве, март 2010 года
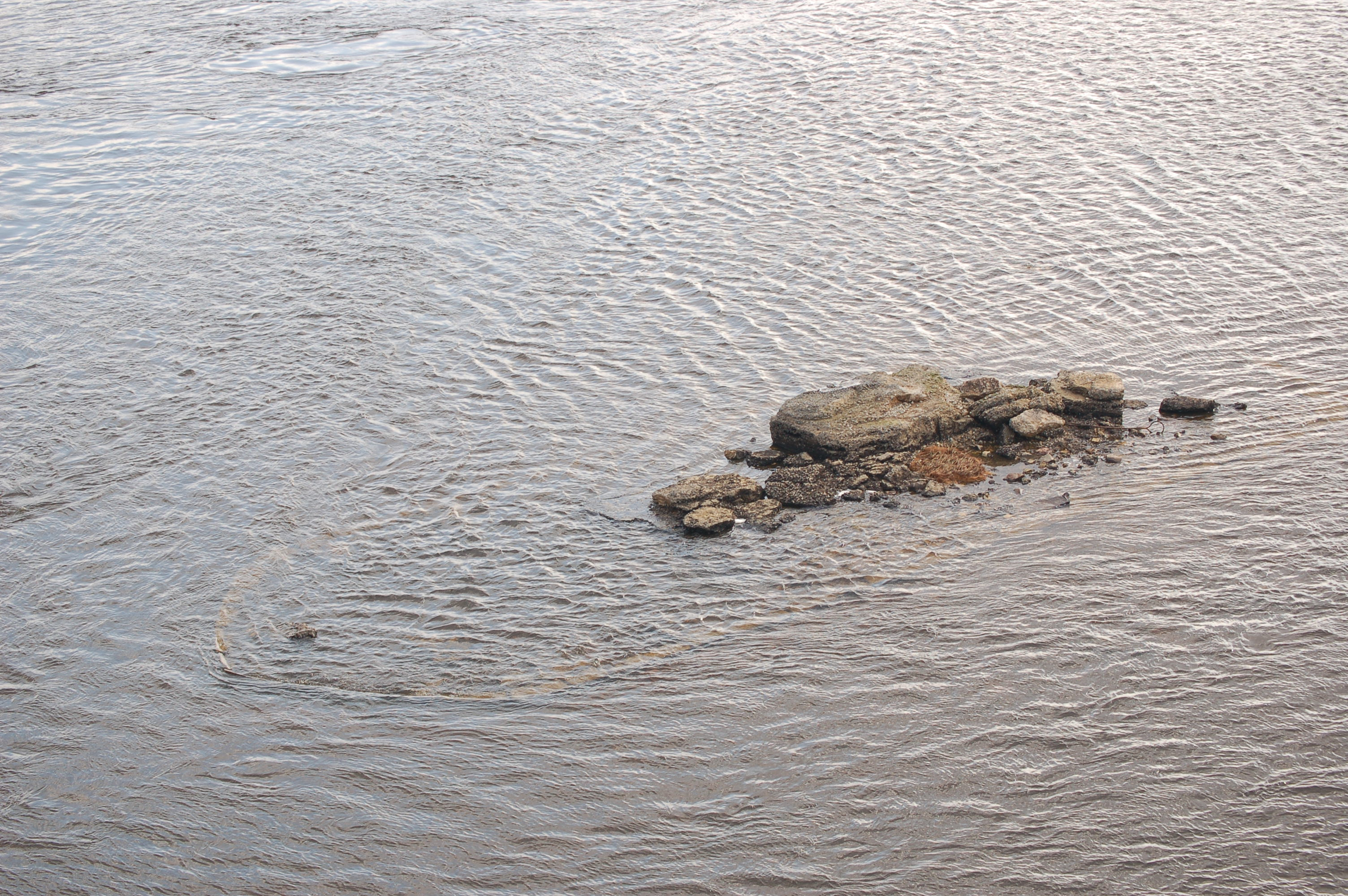
Остатки второй опоры Цепного моста около моста Метро в Киеве, март 2010 года
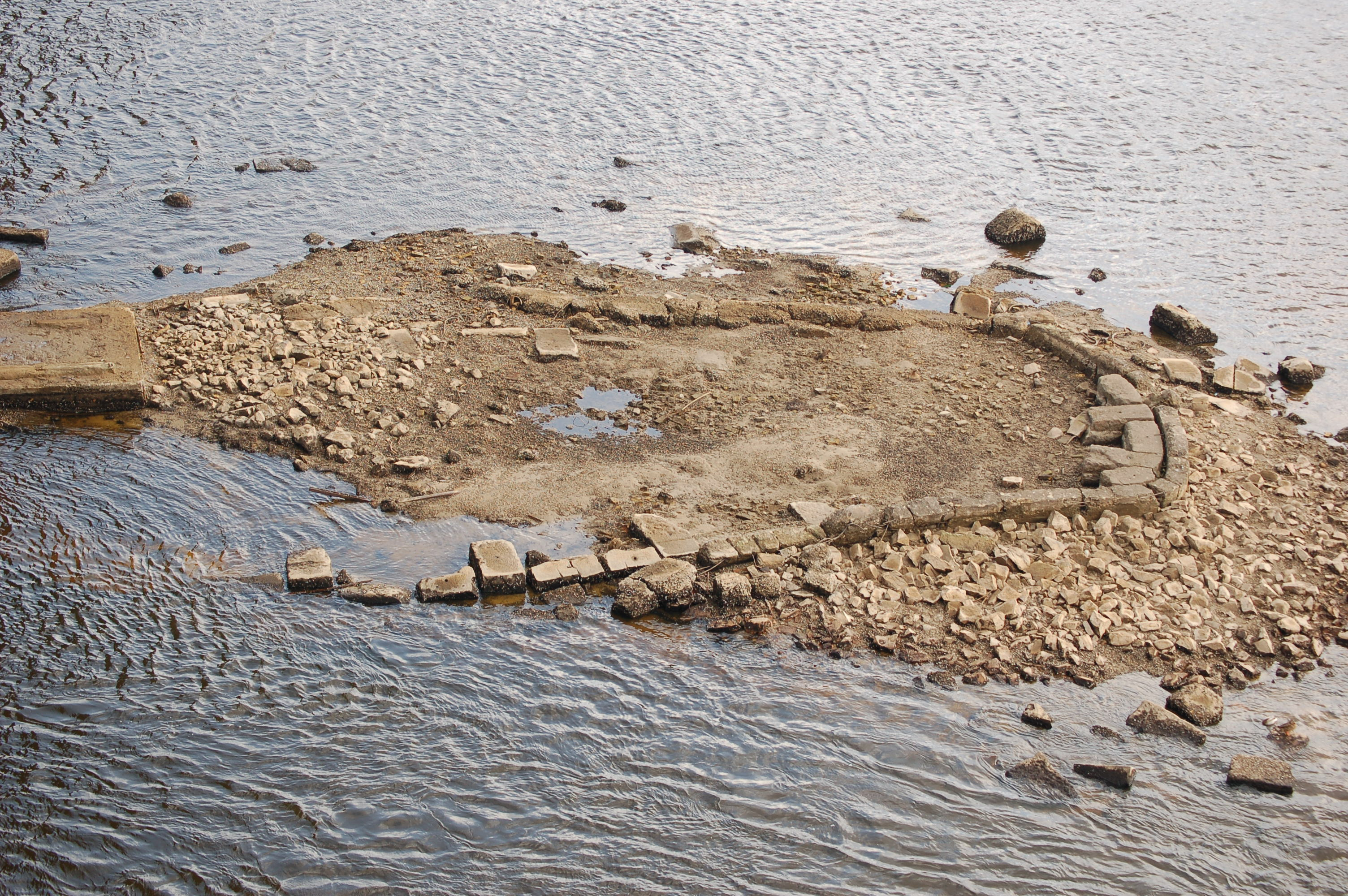
Остатки пятой опоры Цепного моста около моста Метро в Киеве, март 2010 года